# Josephoartigasia
Josephoartigasia – wymarły, jeden z największych dotychczas poznanych przedstawicieli rzędu gryzoni, wielkością i trybem życia podobny do dzisiejszych hipopotamów, żyjący w okresie od 4 do 2 mln lat temu na terenie dzisiejszej Ameryki Południowej. Jego skamieniałą czaszkę w pękniętym głazie na plaży Kiyu nad rzeką La Plata w Urugwaju odkrył w 1987 roku archeolog amator.
Badania naukowe skamieniałej czaszki w 1990 rozpoczęła dwójka naukowców: Dr Andres Riderknecht z Narodowego Muzeum Historii Naturalnej i dr Rudemar Ernesto Blanco z Instytutu Fizyki w Montevideo. Wstępne analizy wykazały, że należała ona do nieznanego do tej pory gatunku gryzoni, któremu badacze nadali nazwę Josephoartigasia monesi od nazwiska Álvaro Monesa, wybitnego znawcy prehistorycznych zwierząt obu Ameryk.
Wykonana analiza porównawcza skamieniałej czaszki i szkieletów współcześnie żyjących gryzoni na terenie Ameryki Południowej wykazała jego największe podobieństwo do dzisiejszych pakaran, których dorosłe osobniki osiągają ok. 80 cm długości. Analiza pozwala przypuszczać, że odkryte zwierzę było brodzącym w wodzie roślinożercą, mierzącym ok. trzy metry długości (od nosa do nasady ogona) i 1,5 metra wysokości, o wadze ok. 1 tony.
Pomiary czaszki wykazały również, że w porównaniu do dzisiejszych gryzoni Josephoartigasia monesi posiadał niezwykle długie siekacze, co nasuwa przypuszczenie, że zwierzęciu nieprzystosowanemu przez naturę do szybkiej ucieczki mogły one służyć do obrony przed drapieżnikami.